# کلیسای سنت مارتین (کلن)
کلیسای سنت مارتین (آلمانی: Groß Sankt Martin, mostly Groß St. Martin) یک کلیسای کاتولیک رمانسک در کلن، آلمان است. پایه‌های این کلیسا بر روی باقیمانده‌های یک کلیسای رومی که در محلی که ان زمان جزیره راین بود ساخته شده‌است. این کلیسا بعدها به یک صومعه تغییر یافت. ساختمان‌های فعلی، شامل برج صعودی که نشانی از شهر قدیم کلن است بین سالهای ۱۱۵۰ تا ۱۲۵۰ بنا شدند. معمار در انتهای شرقی یک نیایشگاه سه نیم گنبد یا سه پره ساخته که شامل سه محراب شبیه به محراب‌های سن مارتین است. کلیسای سن مارتین کبیر در جنگ جهانی دوم به شدت آسیب دید و کارهای بازسازی آن در سال ۱۹۸۵ پایان یافت.
از سال ۲۰۰۹ کلیسای سن مارتین کبیر تحت استفاده یک شعبه از برادران اورشلیم بوده و برای سیاحت باز است.